# Нижнє Німецьке
Нижнє Німецьке (словац. Nižné Nemecké, угор. Alsónémeti, нім. Niederdeutschendorf) — село в Словаччині в районі Собранці Кошицького краю. Розташоване неподалік від кордону з Україною. Село розташоване на висоті 110 м над рівнем моря. Населення — 333 чол.

## Історія
Перші згадки про село датуються 1353 роком. Протягом Словацько-угорської війни село опинилось в епіцентрі угорських бомбардувань.

## Населення
| Рік:            | 1994. | 2004.   | 2014.   | 2024.   |
| --------------- | ----- | ------- | ------- | ------- |
| Кількість осіб: | 338   | 334     | 327     | 308     |
| Різниця:        |       | -1,18 % | -2,09 % | -5,81 % |

| Рік:            | 2023. | 2024.   |
| --------------- | ----- | ------- |
| Кількість осіб: | 311   | 308     |
| Різниця:        |       | -0,96 % |